# Bollenstad

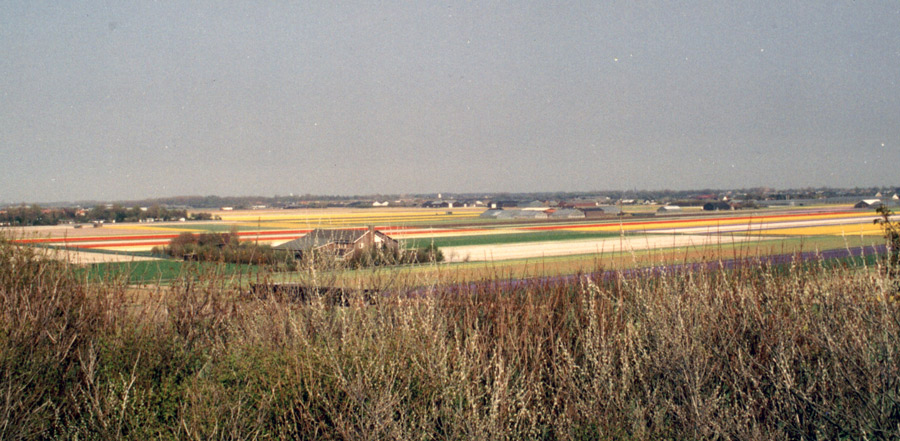
Bollenvelden bij Noordwijkerhout in 1996

Bollenstad is de werknaam voor het plan tot grootschalige woningbouw in het gebied tussen de Nederlandse gemeenten Katwijk, Lisse en Hillegom. Door de grote verstedelijkingsdruk in dit deel van Holland zou de bollenteelt plaats moeten maken voor woningbouw.

## Plannen
De eerste aanzetten voor de bouw van Bollenstad worden in de Vierde Nota Extra (1990) gegeven. De Duin- en Bollenstreek in Zuid-Holland is daarin een mogelijke locatie voor woningbouw. Ook in de Ontwerp Planologische Kernbeslissing uit de Vijfde Nota over de Ruimtelijke Ordening (2001) werd ervan uitgegaan dat dit gebied benut moest worden voor de opvang van de regionale verstedelijkingsdruk. In de periode 1990-2004 is er een reeks van studies verschenen om de plannen voor de bouw van de Bollenstad meer inhoud te geven.
Een belangrijk argument voor de bouw van de Bollenstad (Martijn Duineveld, 2004) was de aanwezigheid van voldoende ruimte om aan de behoefte aan betaalbare woningen in een groene omgeving tegemoet te komen. Bovendien kampte de bollenteelt in dit gebied met grote problemen en waren op verschillende locaties al projectontwikkelaars bezig met grondverwerving. Verder zou verplaatsing van de bollenteelt ook uit milieu-overwegingen gunstig zijn.

## Het Pact van Teylingen
De plannen voor grootschalige woningbouw stuitten op weerstand in het gebied. Streekbewoners mobiliseerden zich en vormden een actiegroep ‘Werkgroep Op Bollengrond’, later omgevormd tot de ‘Stichting Hou het Bloeiend’. Alle acties in de streek voerden in 1996 tot het Pact van Teylingen, waarin de gemeenten in het gebied, andere overheidsorganen en tal van maatschappelijke organisaties een aantal afspraken maakten over de gewenste toekomstige ontwikkeling in de Duin- en Bollenstreek.
Het Pact van Teylingen kan worden beschouwd als een gebiedsgerichte visie en programma voor duurzame ruimtelijke en economische ontwikkeling. Het uitgangspunt voor het Pact was de overtuiging dat het kenmerkende landschap van de streek behouden moest blijven. Daarbij hoorde een vitaal bollencomplex. De neerwaartse spiraal waarin de bollenteelt terecht dreigde te komen, moest worden omgebogen naar een toekomst biedend perspectief.
Men vond dat het bollencomplex beeld- en identiteitsbepalend was voor het gebied. Voor de toch nog noodzakelijke woningbouw werd gekozen voor een restrictief beleid. Grootschalige woningbouw werd strijdig geacht met het streven de nog beschikbare open ruimte veilig te stellen. Om de bestaande kernen werden ‘contouren’ gelegd om daarmee aan te geven dat woningbouw voor de eigen lokale behoefte binnen de bestaande woonkernen diende plaats te vinden.
Op het gebied van recreatie, natuur en milieu diende naar kwaliteitsverbetering gestreefd te worden. Het aantrekkelijke en gevarieerde landschap van bollenteelt, duinen, landgoederen en graslanden moet behouden blijven.
De afspraken neergelegd in het Pact van Teylingen vonden een juridische verankering in de streekplannen van de provincie Zuid-Holland.

## Offensief van Teylingen
Omdat de opzet van het Pact van Teylingen defensief van aard was, werd er na 2004 gesproken van het Offensief van Teylingen. Met handhaving van de uitgangspunten van het Pact van Teylingen greep men nu naar het instrument van de ontwikkelingsplanologie omdat de gewenste kwaliteitsverbetering in de periode 1996-2004 nog niet in alle opzichten was gerealiseerd.
De verrommeling van het landschap was nog steeds niet teruggedrongen en ook vertrokken er continu bollenkwekers (met hun kennis) uit het gebied. Bij het toepassen van ontwikkelingsplanologie staat niet het stellen van beperkingen, maar het zoeken naar ruimtelijke oplossingen voorop. Het Offensief van Teylingen wil met kleinschalige concrete projecten (omvang tussen 10 en 250 ha.) de vitaliteit van het landschap en het bollencomplex bevorderen.

## Nota Ruimte
In de Nota Ruimte (2004) is sprake van een beleidsverandering voor de Duin- en Bollenstreek. Het Kabinet wees het gebied aan als een van de vijf nationale Greenports. Een Greenport is te omschrijven als een groot tuinbouwcluster van nationale betekenis. Voor grootschalige verstedelijking, dus ook voor een Bollenstad, is geen plaats meer. Het ruimtelijk-economisch belang van de Greenport woog voor de regering zwaarder dan de opvang van de verstedelijkingsdruk. Het unieke landschap in het gebied moet behouden blijven. Wel moet er gezocht worden naar locaties voor de bouw van 10.000 – 20.000 woningen om tegemoet te komen aan de regionale vraag.

## Groen Links
In het concept verkiezingsprogramma ‘Groei Mee’ van GroenLinks was het idee opgenomen een duurzame en klimaatneutrale Bollenstad te stichten in de Duin- en Bollenstreek. Tijdens het verkiezingscongres in oktober 2006 in Zwolle is dit idee uit het verkiezingsprogramma geschrapt.